# Соломонова Алла Анатоліївна
Алла Анатоліївна Соломонова, до шлюбу Мальчик (нар. 13 вересня 1977, с. Кіровка, Маловисківський район, Кіровоградська область) — українська легкоатлетка, Заслужений майстер спорту України, чемпіонка та бронзова призерка Літніх Паралімпійських іграх 2008 року. Займається у секції легкої атлетики Кіровоградського обласного центру «Інваспорт». 2019 рік — тренерка з легкої атлетики «РДЮСШ» Кіровоградського обласного центру «Інваспорт».

## Біографія
Алла Мальчик народилась 13 вересня 1977, с. Кіровка Маловисківського району Кіровоградська область. Має інвалідність 2-ї групи з захворюванням ДЦП.
Заняття спортом розпочала у ЗТУ В'ячеслава Жукова як паверліфтерка.
У 1999 році вирішила присвятити себе легкій атлетиці. З 2001 року зарахована до збірної команди України з легкої атлетики.
У 2008 році закінчила Кіровоградський державний педагогічний університет імені Володимира Винниченка.
Одружена з Соломоновим Олегом Володимировичем.

## Спортивні досягнення
Функціональна класифікація: F36.

### Метання диску
| Змагання/Рік        | 2004 | 2008 | 2012 | 2017 |
| ------------------- | ---- | ---- | ---- | ---- |
| Паралімпійські ігри | 5    | 3    | 8    | -    |
| Чемпіонат України   | -    | -    | -    | 1    |

### Штовхання ядра
| Змагання/Рік                    | 2004 | 2008 | 2011 | 2012 | 2014 | 2015 | 2017 |
| ------------------------------- | ---- | ---- | ---- | ---- | ---- | ---- | ---- |
| Паралімпійські ігри             | 3    | 1 WR | -    | 5    | -    | -    | -    |
| Паралімпійський чемпіонат світу | -    | -    | 3    | -    | -    | 2    | -    |
| Чемпіонат Європи                | -    | -    | -    | 2    | 2    | -    | -    |
| Чемпіонат України               | -    | -    | -    | -    | -    | -    | 1    |

WR — World Record.
12 серпня 2008 року на Паралімпійських іграх встановила світовий рекорд з результатом 9.33 м невзажаючи на травмування під час тренувань.
- 2001 рік — встановлений рекорд України зі штовхання ядра;

- з 2001 по 2016 роки Чемпіонати України

на яких здобуті
1 місця — штовхання ядра; за винятком 2012, 2013 років — де здобуто 2 місце зі штовхання ядра
1 місця — метання диску; за винятком 2015 року — де здобуто 2 місце з метання диску
Світові досягнення:
- 2001 рік — Англія, м. Нотенгем; Всесвітні ігри:

1 місце — метання спису
та призер з метання диску та штовхання ядра
- 2002 рік — Франція, м. Лілль, Чемпіонат світу

2 місце — штовхання ядра;
3 місце — метання диску;
- 2003 рік — Нідерланди, м. Ассен, Чемпіонат Європи, встановлений Світовий рекорд зі штовхання ядра

1 місце — штовхання ядра
2 місце — метання диску
- 2004 рік — Голландія, м. Берген оф Зум, відкритий Чемпіонат

1 місце — штовхання ядра;
1 місце — метання диску;
-      2005 рік — США, м. Нью-Лондон, Всесвітні ігри
1 місце — штовхання ядра; (встановлено рекорд)
1 місце — метання диску;
1 місце — метання спису, (встановлено рекорд)
-      2005 рік — Фінляндія, м. Есппо, Чемпіонат Європи
1 місце — метання диску;
2 місце — штовхання ядра;
-      2006 рік — Швеція, м. Больнас, зимовий Чемпіонат світу
               1 місце — штовхання ядра, (встановлено рекорд)
-      2006 рік — Нідерланди, м. Ассен, Чемпіонат Світу
1 місце — штовхання ядра;
2 місце — метання диску;

## Нагороди
- Майстер спорту України міжнародного класу — 2002 рік.
- Заслужений майстер спорту України — 2008 рік.
- Орден княгині Ольги III ступеня — 2003 рік[10].
- Орден княгині Ольги II ступеня — 2004 рік[11].
- Орден «За заслуги» III ступеня — 2008 рік[12].
- Державна стипендія чемпіонам і призерам Олімпійських, Паралімпійських та Дефлімпійських ігор від Президента України у розмірі чотирьох прожиткових мінімумів[13].